# Ignacio Zoco
Ignacio Zoco Esparza (31 iulie 1939 – 28 septembrie 2015) a fost un fotbalist spaniol care a jucat pentru Real Madrid pe postul de mijlocaș defensiv, echipă cu care a câștigat zece trofee.

## Legături externe
- Ignacio Zoco pe BDFutbol
- Ignacio Zoco pe site-ul National-Football-Teams.com
- Ignacio Zoco pe site-ul FIFA (arhivat)
- Biografie pe site-ul lui Real Madrid